# Windom (Kansas)
Windom és una població dels Estats Units a l'estat de Kansas. Segons el cens del 2000 tenia 137 habitants.

## Demografia
Segons el cens del 2000, Windom tenia 137 habitants, 62 habitatges, i 39 famílies. La densitat de població era de 220,4 habitants/km².
Dels 62 habitatges en un 21% hi vivien nens de menys de 18 anys, en un 56,5% hi vivien parelles casades, en un 3,2% dones solteres, i en un 35,5% no eren unitats familiars. En el 32,3% dels habitatges hi vivien persones soles el 14,5% de les quals corresponia a persones de 65 anys o més que vivien soles. El nombre mitjà de persones vivint en cada habitatge era de 2,21 i el nombre mitjà de persones que vivien en cada família era de 2,78.
Per edats la població es repartia de la següent manera: un 21,9% tenia menys de 18 anys, un 5,8% entre 18 i 24, un 25,5% entre 25 i 44, un 27,7% de 45 a 60 i un 19% 65 anys o més.
L'edat mediana era de 42 anys. Per cada 100 dones de 18 o més anys hi havia 98,1 homes.
Entorn del 7,1% de les famílies i l'11,1% de la població estaven per davall del llindar de pobresa.

## Poblacions més properes
El següent diagrama mostra les poblacions més properes.